# Louis-Eugène Sevaistre
Pour les articles homonymes, voir Sevaistre.
Louis-Eugène Sevaistre, né le 11 mars 1787 à Elbeuf, où il est mort le 16 mars 1865, est un auteur dramatique français, auteur de Rollon, tragédie en 5 actes, suivie d'une satire, d'une épître et d'une élégie, publiée à Rouen en 1848.